# Silo de Toppila
Le silo à copeaux de bois de Toppila (en finnois : Toppilan hakesiilo) est un ancien silo conçu par Alvar Aalto et situé dans la section Toppila de la ville d'Oulu en Finlande.

## Présentation
L'usine de cellulose de Toppila a été construite dans les années 1930.
Conçu par Alvar Aalto, le silo a été achevé en 1931.
Le silo appartenait aux bâtiments Toppila Oy de l'usine de cellulose Toppila.
L'usine a cessé ses activités en 1985.
Au tournant des années 1980 et 1990, la zone nommée Meri-Toppila devait devenir une zone résidentielle pour 2 000 habitants,.
La valeur de la zone et des zones balnéaires voisines a été prise en compte et les plans prévoyaient la construction d'une zone résidentielle de haute qualité.
La Direction des musées de Finlande a classé les anciens bâtiments de Toppila Oy comme un  Site culturel construit d'intérêt national, et la préservation du parc immobilier ancien de valeur culturelle et historique a également été prise en compte dans les projets.
Le silo était à vendre et la ville d'Oulu cherchait une utilisation et un rénovateur. Lors d'une vente aux enchères organisée en août 2020, la fondation espagnole Factum Foundation a acheté le silo 6 251 euros pour le restaurer.
La Fondation Factum et l'Université des sciences appliquées d'Oulu prévoient un centre de recherche et de formation pour le silo « Aaltosiilo for Digital Preservation », qui se concentre sur la préservation du patrimoine industriel et de ses effets environnementaux,.

## Intérêt architectural
Comparé à d'autres sites d'Alvar Aalto, le silo de Meri-Toppila a été laissé de côté et constitue un bon exemple de la difficulté de réutiliser un bâtiment.
Le silo peut cependant être considéré comme une rareté. Il ne reste plus beaucoup de bâtiments d'Alvar Aalto des années 1930, ainsi, par exemple, un entrepôt similaire dans la zone de l'usine de Sunila a été démoli il y a dix ans. L'usine de cellulose de Toppila est le premier site industriel d'Alvar Aalto. L'idéalisation de la technologie dès les premiers stades de sa carrière, une interprétation technographique et moderniste et une composition purement fonctionnelle peuvent être observées dans le silo. Le bâtiment du silo en forme de cathédrale, qui rappelle le style expressionniste allemand, est complètement différent des autres silos cylindriques construits à la même époque dans le monde,.